# Funzione sociale
La funzione sociale è un concetto giuridicamente riconosciuto dalla Costituzione della Repubblica Italiana, la quale lascia al legislatore la concreta interpretazione e disciplina normativa.

## Funzione sociale della proprietà
Il secondo comma dell'articolo 42 così recita: "I beni economici appartengono allo Stato, ad enti o a privati. La proprietà privata è riconosciuta e garantita dalla legge, che ne determina i modi di acquisto, di godimento e i limiti allo scopo di assicurarne la funzione sociale e di renderla accessibile a tutti".
In dottrina si è spesso discusso della funzione sociale nell'ambito del diritto di proprietà e ne sono emerse due posizioni contrastanti:
- una parte della dottrina sostiene che i fini sociali della proprietà debbano essere tutelati prima di quelli particolari del proprietario;
- un'altra parte sottolinea che la proprietà è un diritto soggettivo e non deve essere sottoposto a limitazioni che potrebbero andare contro gli interessi legittimamente tutelati del proprietario del diritto.

Sono esempi di funzione sociale della proprietà:
- la legge n.392 del 1978 (equo canone) che fissa dei limiti alla facoltà di godimento e di disposizione da parte del proprietario di un alloggio nei confronti dell'eventuale affittuario;
- l'espropriazione per interesse pubblico della proprietà privata.

Per individuare il discrimen tra gli interventi espropriativi e gli interventi che, invece, limitano meramente l'uso della proprietà, facciamo riferimento alla sentenza della Corte Costituzionale del 1968: essa stabilisce che accanto all'espropriazione in senso proprio vi è espropriazione (e obbligo di indennizzo) anche quando la legge dispone la privazione dell'utilità fondamentale della proprietà.
Per rispettare l'articolo 42 2° comma l'indennizzo deve costituire serio (anche se non totale) ristoro.

## Altre costituzioni
La funzione sociale della proprietà venne riconosciuta anche nella Costituzione argentina del 1949 o costituzione peronista dell'anno seguente e nella Costituzione venezuelana del 1999 (cosiddetta costituzione bolivarista o chavista).
Il concetto di funzione sociale della proprietà (e attività economica etica) fu enunciato per la prima volta nella mai applicata Costituzione francese del 1793, basandosi sulla proposta di Maximilien Robespierre in un discorso alla Convenzione nazionale dello stesso anno, in particolare secondo il capo giacobino "il diritto di proprietà è limitato, come tutti gli altri, dall'obbligo di rispettare i diritti altrui" ed esso "non può pregiudicare né la sicurezza, né la libertà, né l'esistenza, né la proprietà dei nostri simili".

## Funzione sociale della cooperazione
L'articolo 45 così inizia: La Repubblica riconosce la funzione sociale della cooperazione a carattere di mutualità e senza fini di speculazione privata.
L'elemento distintivo e unificante di ogni tipo di cooperativa - a prescindere dal settore di attività - si riassume nel fatto che, mentre il fine ultimo delle società di capitali diverse dalle coop è la realizzazione del lucro e si concretizza nel riparto degli utili patrimoniali, le cooperative hanno invece uno scopo mutualistico, che consiste – a seconda del tipo di cooperativa - nell'assicurare ai soci il lavoro, o beni di consumo, o servizi, a condizioni migliori di quelle che otterrebbero dal libero mercato.
Ma la Costituzione riconosce anche una funzione sociale alle cooperative a carattere di mutualità e non lucrative.
Tale concetto è legato alla capacità della cooperazione di contribuire a realizzare altri principi costituzionali fondamentali, quali la possibilità per i lavoratori di partecipare «all'organizzazione economica del Paese» (art. 3 della Costituzione).
Ed è altresì legato all'obbligo - imposto alle cooperative - di destinare il 3% degli utili di esercizio a Fondi mutualistici per lo sviluppo della cooperazione, grazie ai quali si crea nuova impresa e nuova occupazione.